# بيلي لويس
بيلي لويس (بالإنجليزية: Billy Lewis)‏ (1 يناير 1864 ببانغور في المملكة المتحدة - 1 يناير 1935) هو مدرب كرة قدم ولاعب كرة قدم بريطاني (وحمل سابقاً جنسية المملكة المتحدة لبريطانيا العظمى وأيرلندا) في مركز الهجوم. شارك مع منتخب ويلز لكرة القدم. أما مع النوادي، فقد لعب مع مانشستر سيتي ونادي إيفرتون ونادي بانغور سيتي ونادي كرو ألكساندرا ونادي تشستر سيتي.